# Mahdi Alijari Fejzabadi
Mahdi Alijari Fejzabadi (pers. مهدی علی‌یاری; ur. 13 marca 1989) – irański zapaśnik walczący w stylu klasycznym. Brązowy medalista mistrzostw świata w 2018; zajął piąte miejsce w 2013. Mistrz igrzysk azjatyckich w 2014. Triumfator mistrzostw Azji w 2015 i 2016; trzeci w 2019. Pierwszy w Pucharze Świata w 2014 i 2016, a trzeci w 2013; 2015 i 2017. Brązowy medal na uniwersjadzie w 2013 roku.